# Julia Krajewski

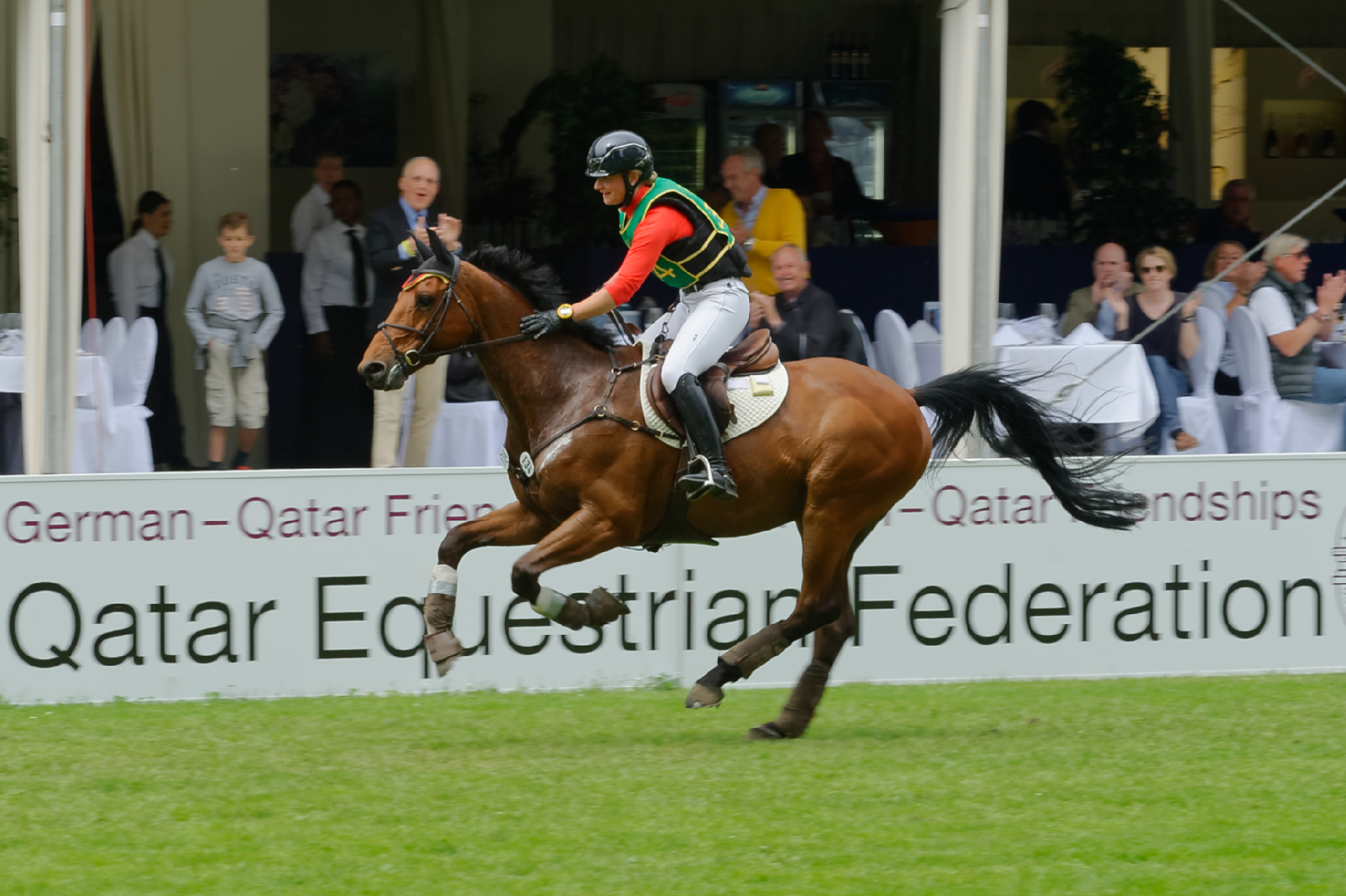
Zieleinlauf zum Sieg in der Vielseitigkeit auf Samourai du Thot in Wiesbaden 2015

Julia Krajewski (* 22. Oktober 1988 in Langenhagen, Niedersachsen) ist eine deutsche Vielseitigkeitsreiterin. Seit November 2016 ist sie als Bundestrainerin der Vielseitigkeits-Junioren bei der Deutschen Reiterlichen Vereinigung tätig. Außerdem ist sie Pferdewirtschaftsmeisterin im Teilbereich Reitausbildung.
Bei den Olympischen Sommerspielen in Tokio 2020 gewann sie im August 2021 im Einzel-Vielseitigkeitswettbewerb die Goldmedaille. Krajewski ist ehemalige aktive Sportsoldatin der Bundeswehr im Dienstgrad Hauptgefreiter.

## Leben
Julia Krajewski wurde als erstes Kind eines Diplom-Geophysikers und einer Tierarzthelferin geboren. Sie hat zwei jüngere Schwestern und wuchs in Klausheide bei Nordhorn auf. Nach dem Abitur am Gymnasium Georgianum in Lingen absolvierte sie die Ausbildung zum Pferdewirtschaftsmeister im Teilbereich Reitausbildung und schloss 2015 ihr Diplomtrainerstudium an der Trainerakademie des DOSB in Köln ab.
Im Alter von fünf Jahren lernte sie auf ihrem eigenen Pferd, dem Dartmoor-Mix Tibo, reiten. Mit sieben Jahren schaffte Krajewski die ersten Turnierplatzierungen und begann anschließend Vielseitigkeit zu reiten. Es folgten zahlreiche Meisterschaftserfolge in den Turnieren der jeweiligen Altersklassen, auch in der deutschen und europäischen Meisterschaft.
Ihr erstes internationales Championat in der Altersklasse der „Reiter“ bestritt sie bei den Europameisterschaften 2011 in Luhmühlen, wo sie als Einzelstarterin an den Start ging. Jedoch stolperte ihr Pferd After the Battle an einem Sandüberweg und zog sich eine Sehnenverletzung zu, weswegen es aus dem Sport verabschiedet wurde.
Im Februar 2012 erwarb das DOKR für Krajewski den Wallach London-Return OLD, mit dem sie im Juni 2013 ihre erste CCI 4*-Prüfung in Luhmühlen bestritt. Seit seiner ersten Austragung 2012 war Krajewski mehrfach Teil deutscher Equipen beim Nations Cup der Vielseitigkeitsreiter.
Von 2009 bis 2010 war Krajewski als Sportsoldatin in einer Sportfördergruppe der Bundeswehr tätig. Sie ist als Reservistin in der Sportfördergruppe an der Sportschule der Bundeswehr in Warendorf tätig.
Den braunen Wallach Samourai du Thot bildete Krajewski selbst aus und brachte ihn ab 2012 in den internationalen Vielseitigkeitssport. Im September 2014 bestritt der Wallach erstmals eine Prüfung auf 3*-Niveau, im Mai 2015 gewannen beide den CIC 3* beim Pfingstturnier Wiesbaden vor Michael Jung und Ingrid Klimke. Bei ihrer zweiten 4*-Prüfung, erneut in Luhmühlen, ging sie im Juni 2016 mit Samourai du Thot nach der Dressur in Führung und schloss die Prüfung auf dem dritten Platz ab. Gut einen Monat später lagen beide beim CICO 3* Aachen in der Einzelwertung nach Dressur und Springen in Führung, auf einen Start im Gelände wurde zur Schonung des Pferdes jedoch verzichtet.
Krajewski wurde zunächst als Reservereiterin für die Olympischen Sommerspiele 2016 nominiert. Da das Pferd von Andreas Ostholt die Verfassungsprüfung zwar bestand, aber bereits in Deutschland beim abschließenden Trainingslager aufgrund eines zuvor verlorenen Hufeisens zeitweilig unregelmäßig gegangen war, entschied man sich in Rio de Janeiro für einen Reiterwechsel, Krajewski und Samourai du Thot rückten für Ostholt in die deutsche Mannschaft auf. Bei den Olympischen Sommerspielen in Rio gewann Krajewski mit der Mannschaft die Silbermedaille. Krajewski war nach drei Verweigerungen ihres Pferdes im Gelände ausgeschieden und lieferte das Streichergebnis der Mannschaft.
Die Saison 2016 schloss Krajewski mit einem Sieg im CCI 3* des Strzegom October Festivals mit Chipmunk FRH ab. Für den Wallach, der 2013 mit Krajewski Bundeschampion der 5-jährigen Vielseitigkeitspferde war, war dies erst die zweite Teilnahme an einer internationalen 3*-Prüfung und der erste CCI 3* überhaupt.
Für den Gewinn der Silbermedaille bei den Olympischen Spielen in Rio erhielt sie am 1. November 2016 das Silberne Lorbeerblatt.
Auch der Auftakt zur Saison 2017 verlief erfolgreich: In den 3*-Kurzprüfungen von Sopot, Houghton Hall und Wiesbaden wurde Krajewski jeweils Zweite. Zudem war sie in Houghton Hall auch Teil der siegreichen deutschen Nationenpreismannschaft. Mitte Juni gelang ihr mit Samourai du Thot der wohl größte Erfolg ihrer bisherigen Karriere, der Sieg in der 4*-Vielseitigkeit von Luhmühlen. Bei den Europameisterschaften in Strzegom im selben Jahr war sie mit Samourai du Thot Teil der deutschen Mannschaft. Allerdings wurde ihr Pferd positiv auf Firocoxib getestet, was als unerlaubte Medikation gewertet wurde. Da keine Erklärung dafür gefunden werden konnte, wie das Mittel in das Pferd gekommen sein könnte, verzichtete Krajewski auf einen Einspruch beim FEI-Tribunal und akzeptierte die von der FEI verhängte Verwaltungsstrafe in Form einer Geldstrafe. Krajewski wurde damit nachträglich disqualifiziert, die deutsche Equipe fiel damit vom Silberrang auf Platz zehn zurück. Bis zum 30. Juni 2018 wurde Krajewski aus dem deutschen Championatskader gestrichen.
Das Jahr 2018 startete ebenfalls gut für Krajewski, indem sie das deutsche Berufsreiterchampionat mit einem Sieg im CIC 3* Marbach gewann. Zudem war Krajewski beim CCI 3* Bramham siegreich, jeweils mit Chipmunk FRH. In Luhmühlen gewann sie mit Samourai du Thot den CIC 3* und wurde damit erstmals deutsche Meisterin. Im folgenden Jahr 2019 konnte sie diesen Erfolg wiederholen, sie gewann mit 0,1 Minuspunkten Vorsprung vor Ingrid Klimke.
Mit ihrem Gewinn des Einzel-Vielseitigkeitswettbewerbs bei den Olympischen Sommerspielen in Tokio am 2. August 2021 wurde Krajewski die erste Frau, der das bei den Olympischen Spielen gelang.
Beim Pfingstturnier Wiesbaden gewann Krajewski mit Amande de B’Neville die Vielseitigkeitsprüfung. Beim CHIO Aachen war das Paar Teil der deutschen Equipe. Beim Saisonhöhepunkt, den Weltmeisterschaften in Italien, gewannen Krajewski und Amande de B’Neville die Silbermedaille und waren Teil der siegreichen deutschen Mannschaft.
Am 28. November 2024 wurde ihr die Niedersächsische Sportmedaille überreicht.

## Pferde
- Ero de Cantraie (* 2014), brauner Selle Français-Wallach, Vater: Querlybet Hero, Muttervater: Valespoir Malebry
- Uelzener's Nickel (* 2014), dunkelbrauner Holsteiner Wallach, Vater: Numero Uno, Muttervater: Lorentin I
- Great Twist d’Ive Z (* 2015), Zangersheider Sportpferd Schimmelwallach, Vater: Gemini CL xx, Muttervater: Quidam de Revel
- Chilli Morning II (* 2017), British Sporthorse Fuchshengst, Vater: Phantomic xx, Muttervater: Kolibri
- Rockaya (* 2017), braune Hannoveraner Stute, Vater: Radisson, Muttervater: Stalypso
- Caspar (* 2017), Holsteiner Schimmelhengst, Vater: Charleston, Muttervater: Landos
- IndianTonic (* 2018), dunkelbraune Selle Français-Stute, Vater: Upsilon AA, Muttervater: Dollar du Murier
- Intouchable Tonic (* 2018), brauner Selle Français-Wallach, Vater: Upsilon AA, Muttervater: Yarlands Summer Song
- Hicksead Light GD (* 2019), Oldenburger Springpferd Fuchswallach, Vater: Hickstead White, Muttervater: Heraldik xx
- Ajana (* 2019), dunkelbraunes Deutsches Sportpferd Stute, Vater: Karajan, Muttervater: C-Trenton Z
- CoolTonic (* 2019), dunkelbraune Westfalen Stute, Vater: Crusoe 5, Muttervater: Templer GL xx

### Ehemalige Turnierpferde von Julia Krajewski
- After the Battle (* 1995), brauner Vollblutwallach, Vater: General xx, Muttervater: Angriff xx; bis 2009 von Frank Ostholt geritten, 2011 nach einer Verletzung aus dem Sport verabschiedet[19][6]
- Leading Edge 2 (* 1998), dunkelbrauner Oldenburger Wallach, Vater: Lady's King, Muttervater: Ramiro; ab 2012 von Kristina Weitkamp geritten[20][21]
- Lost Prophecy (* 2000–2017), Oldenburger Rappwallach, Vater: Larioni, Muttervater: Lanthan; zuletzt 2015 im internationalen Sport eingesetzt[22]
- London-Return OLD (2001–2017), brauner Oldenburger Wallach, Vater: Lifestyle, Muttervater: Corradino[23]
- Samourai du Thot (* 2006), brauner Selle Français-Wallach, Vater: Milor Landais, Muttervater: Flipper d'Elle; nach einer Augenoperation Anfang 2021 aus dem Sport verabschiedet[24][25]
- Chipmunk FRH (* 2008), brauner Hannoveraner Wallach, Vater: Contendro I, Muttervater: Heraldik xx; ab 2019 von Michael Jung geritten[26]
- Amande de B’Neville (* 2010), braune Selle-Français-Stute, Vater: Oscar des Fontaines, Muttervater: Elan de la Cour[27]. Ende 2023 aus dem Sport genommen durch eine Verletzung, seitdem in der Zucht

## Erfolge (in Auswahl)
- Olympische Sommerspiele:
  - 2021, Tokio: 1. Platz im Einzel (mit Amande de B’Neville)
  - 2016, Rio de Janeiro: 2. Platz mit der Mannschaft (Streichergebnis mit Samourai du Thot)
- Europameisterschaften:
  - 2001, Vejer de la Frontera (Ponyreiter): mit Cyrano 1. Platz mit der Mannschaft und 1. Platz in der Einzelwertung
  - 2002, Hagen a.T.W. (Ponyreiter): mit Cyrano 1. Platz mit der Mannschaft und 2. Platz in der Einzelwertung
  - 2005, Saumur (Junioren): mit Leading Edge 1. Platz mit der Mannschaft und 5. Platz in der Einzelwertung
  - 2006, Necarne Castle (Junioren): mit Leading Edge 1. Platz mit der Mannschaft und 2. Platz in der Einzelwertung
  - 2008, Kreuth (Junge Reiter): mit Lost Prophecy 2. Platz mit der Mannschaft und 2. Platz in der Einzelwertung
  - 2009, Waregem (Junge Reiter): mit After the Battle 2. Platz mit der Mannschaft und 32. Platz in der Einzelwertung
  - 2017, Strzegom: mit Samourai du Thot disqualifiziert, 10. Platz mit der Mannschaft[28]

- Weltmeisterschaften:
  - 2022, Pratoni del Vivaro: mit Amande de B’Neville 1. Platz mit der Mannschaft und 2. Platz in der Einzelwertung

- Deutsche Meisterschaften:
  - 2017, Luhmühlen: 6. Platz mit Chipmunk FRH
  - 2018, Luhmühlen: 1. Platz mit Samourai du Thot[29]
  - 2019, Luhmühlen: 1. Platz mit Samourai du Thot[30]
  - 2021, Luhmühlen: 3. Platz mit Amande de B’Neville[31]
  - 2023, Luhmühlen: 1. Platz mit Ero de Cantraie[32]

- Bundeschampionat:
  - 2013, Warendorf: 1. Platz mit Chipmunk

## Auszeichnungen
- 2021: Silbernes Lorbeerblatt
- 2021: Niedersachsens Sportlerin des Jahres
- 2023: Niedersächsische Sportmedaille[33]